# Siergiej Ostapienko
Siergiej Siergiejewicz Ostapienko (ros. Сергей Сергеевич Остапенко; ur. 23 lutego 1986 w Ałmaty) – kazachski piłkarz grający na pozycji napastnika.

## Kariera klubowa
Karierę rozpoczął w 2003 w FK Ałmaty (wówczas Cesna Ałmaty). Grał tam do 2006. W styczniu 2007 został wypożyczony na rok do Tobyłu Kostanaj. Po zakończeniu sezonu Tobył chciał wykupić zawodnika, ale klub z Ałmaty zażądał za niego miliona dolarów, na co klub z Kostanaju się nie zgodził, więc piłkarz wrócił do FK Ałmaty. 31 stycznia 2008 podpisał dwuletni kontrakt z Royal Antwerp FC, jednak dopiero w marcu 2008 otrzymał wizę. W czerwcu 2008 wrócił do FK Ałmaty. Przed sezonem 2009 był na testach w Spartaku Nalczyk i FK Aktöbe, a ostatecznie podpisał kontrakt z tym drugim zespołem w lutym 2009. W grudniu 2009 Ostapienko przebywał na testach w Bakı FK, ale ostatecznie nie podpisał kontraktu z tym klubem i sezon 2010 spędził w Łokomotiwie Astana. W styczniu 2011 został zawodnikiem Żetysu Tałdykorgan. W styczniu 2012 podpisał kontrakt z FK Astana. W styczniu 2014 przedłużył umowę z klubem, jednakże czas jej obowiązywania jest nieznany. W lipcu 2014 został wypożyczony do Kajsaru Kyzyłorda. Po wygaśnięciu kontraktu i nieudanych rozmowach kontraktowych z Żetysu Tałdykorgan wrócił do Astany i wystąpił w meczu sparingowym tej drużyny, jednakże nie podpisał z nią kontraktu i przeszedł do jednego z amatorskich klubów.

## Życie prywatne
16 kwietnia 2006 Ostapienko wziął ślub z Anną. 1 sierpnia 2007 urodziły im się bliźnięta – syn Siemion i córka Polina.